# الغديرة (الاسلوم)

تعديل مصدري - تعديل

الغديرة محلة تابعة لقرية المحرور، التابعة لعزلة الاسلوم بمديرية حزم العدين إحدى مديريات محافظة إب في الجمهورية اليمنية، بلغ تعداد سكانها 22 حسب تعداد اليمن لعام 2004.